# 加拿大国家男子冰球队
加拿大国家男子冰球队是代表加拿大参加国际性冰球賽事的球隊。1920年到1963年期間，加拿大国家男子冰球队的成員都來自业余俱乐部。
截至2024年，加拿大国家男子冰球队共奪得九枚冬季奥林匹克运动会冰球比赛金牌以及28个世界冰球锦标赛冠军。 